# Иссинский район
И́ссинский райо́н — административно-территориальная единица (район) и муниципальное образование (муниципальный район) в Пензенской области России.
Административный центр — посёлок Исса.

## География
Район расположен в северной части области, граничит на юго-востоке с Лунинским районом, на юге — с Мокшанским районом Пензенской области, на западе и севере с Республикой Мордовия, занимает территорию 926,3 км².

## История
Район образован 16 июля 1928 года в составе Пензенского округа Средне-Волжской области.
С 1929 года район в составе Средневолжского (Куйбышевского) края, с 1936 года — в Куйбышевской области, с 1937 года — в Тамбовской области.
4 февраля 1939 года район передан в состав вновь образованной Пензенской области.
С 1 февраля 1963 по 30 декабря 1966 года район был упразднён, его территория входила в состав Лунинского района.

## Население
| 1939    | 1959    | 1970    | 1979    | 1989    | 2002    | 2009    |
| ------- | ------- | ------- | ------- | ------- | ------- | ------- |
| 32 104  | ↘21 148 | ↘17 985 | ↘15 149 | ↘14 746 | ↘12 611 | ↘11 462 |
| 2010    | 2011    | 2012    | 2013    | 2014    | 2015    | 2016    |
| ↘11 157 | ↘11 116 | ↘10 842 | ↘10 655 | ↘10 392 | ↘10 176 | ↘9988   |
| 2017    | 2018    | 2021    |         |         |         |         |
| ↘9812   | ↘9676   | ↘8655   |         |         |         |         |

### Урбанизация
В городских условиях (рабочий посёлок Исса) проживают  56,81 % населения района.

### Национальный состав
92 % русские;5 % Татары;  2 % мордва и 1 % представители прочих национальностей.

## Административное деление
В Иссинский район как административно-территориальное образование входят 1 рабочий посёлок (пгт) и 5 сельсоветов.
В муниципальный район входят 6 муниципальных образований, в том числе 1 городское поселение и 5 сельских поселений.
| №        | Муниципальное образование       | Административный центр    | Количество населённых пунктов | Население | Площадь, км2 |
| -------- | ------------------------------- | ------------------------- | ----------------------------- | --------- | ------------ |
| 1e-06    | Городское поселение:            |                           |                               |           |              |
| 1        | рабочий посёлок Исса            | рабочий посёлок Исса      | 3                             | ↘4925     | 118,66       |
| 1.000002 | Сельские поселения:             |                           |                               |           |              |
| 2        | Булычевский сельсовет           | село Булычево             | 5                             | ↘1061     | 133,95       |
| 3        | Знаменско-Пестровский сельсовет | село Знаменская Пестровка | 7                             | ↘509      | 147,68       |
| 4        | Каменно-Бродский сельсовет      | село Каменный Брод        | 12                            | ↘774      | 155,24       |
| 5        | Соловцовский сельсовет          | село Соловцово            | 7                             | ↘689      | 152,75       |
| 6        | Уваровский сельсовет            | село Уварово              | 6                             | ↘697      | 217,99       |

### Населённые пункты
В Иссинском районе 40 населённых пунктов.
| №  | Населённый пункт                         | Тип              | Население | Муниципальное образование       |
| -- | ---------------------------------------- | ---------------- | --------- | ------------------------------- |
| 1  | Александровка                            | деревня          | 29        | Соловцовский сельсовет          |
| 2  | Архаровка                                | село             | ↘158      | Соловцовский сельсовет          |
| 3  | Бекетовка                                | село             | ↘230      | Уваровский сельсовет            |
| 4  | Булычево                                 | село             | ↘981      | Булычевский сельсовет           |
| 5  | Бутурлино                                | село             | ↘77       | Знаменско-Пестровский сельсовет |
| 6  | Верхняя Салмовка                         | село             | ↘239      | Каменно-Бродский сельсовет      |
| 7  | Владыкино                                | село             | ↘1        | Знаменско-Пестровский сельсовет |
| 8  | Грибоедово                               | село             | ↘28       | Соловцовский сельсовет          |
| 9  | Губарево                                 | село             | ↘15       | Каменно-Бродский сельсовет      |
| 10 | Дмитриевка                               | село             | ↘233      | Соловцовский сельсовет          |
| 11 | Долгоруково                              | село             | ↘48       | Булычевский сельсовет           |
| 12 | Еленовка                                 | село             | ↘9        | Знаменско-Пестровский сельсовет |
| 13 | Знаменская Пестровка                     | село             | ↘424      | Знаменско-Пестровский сельсовет |
| 14 | Ивановка                                 | деревня          | 17        | Уваровский сельсовет            |
| 15 | Исса                                     | рабочий посёлок  | ↗4917     | рабочий посёлок Исса            |
| 16 | Каменный Брод                            | село             | ↘399      | Каменно-Бродский сельсовет      |
| 17 | Кильмаевка                               | село             | ↘69       | Каменно-Бродский сельсовет      |
| 18 | Кисловка                                 | село             | ↘111      | Булычевский сельсовет           |
| 19 | Костыляй                                 | село             | ↘6        | рабочий посёлок Исса            |
| 20 | Лоховщино                                | деревня          | 0         | Каменно-Бродский сельсовет      |
| 21 | Любятино                                 | село             | ↘8        | Булычевский сельсовет           |
| 22 | Маровка                                  | село             | ↘151      | Соловцовский сельсовет          |
| 23 | Мишино                                   | село             | ↘30       | Каменно-Бродский сельсовет      |
| 24 | Никифоровка                              | село             | ↘117      | Знаменско-Пестровский сельсовет |
| 25 | Николаевка                               | село             | ↘122      | Уваровский сельсовет            |
| 26 | Никольская Пестровка                     | село             | ↘112      | Знаменско-Пестровский сельсовет |
| 27 | Новоархангельское                        | деревня          | 45        | Каменно-Бродский сельсовет      |
| 28 | Новотрехсвятское                         | село             | ↗227      | Каменно-Бродский сельсовет      |
| 29 | Плетневка                                | село             | ↘24       | Каменно-Бродский сельсовет      |
| 30 | Приволье                                 | село             | ↘183      | Знаменско-Пестровский сельсовет |
| 31 | Симанки                                  | село             | ↘0        | рабочий посёлок Исса            |
| 32 | Сипягино                                 | село             | ↘0        | Соловцовский сельсовет          |
| 33 | Соловцово                                | село             | ↘423      | Соловцовский сельсовет          |
| 34 | Старотрехсвятское                        | село             | ↘35       | Каменно-Бродский сельсовет      |
| 35 | Уварово                                  | село             | ↘255      | Уваровский сельсовет            |
| 36 | Украинцево                               | село             | ↗131      | Каменно-Бродский сельсовет      |
| 37 | Центральная усадьба совхоза «Уваровский» | населённый пункт | ↘322      | Уваровский сельсовет            |
| 38 | Центральная Усадьба совхоза Маяк         | населённый пункт | ↘478      | Булычевский сельсовет           |
| 39 | Широкоис                                 | село             | ↘2        | Уваровский сельсовет            |
| 40 | Шишовые Выселки                          | посёлок          | 0         | Каменно-Бродский сельсовет      |

Упразднённые населённые пункты
- 2000 год — село Буды[23]
- 2015 год — посёлок Потравный Уваровского сельсовета[24].

## Транспорт
Через район проходит Куйбышевская железная дорога (участок «Пенза—Рузаевка»). Развито производство строительных материалов.